# (5757) Tichá
(5757) Tichá est un astéroïde de la ceinture principale.

## Description
(5757) Tichá est un astéroïde de la ceinture principale. Il fut découvert le 6 mai 1967 à El Leoncito par Carlos Ulrrico Cesco et Arnold R. Klemola. Il présente une orbite caractérisée par un demi-grand axe de 2,94 UA, une excentricité de 0,18 et une inclinaison de 13,7° par rapport à l'écliptique.

## Compléments